# Ołeksandra Matwijczuk
Ołeksandra Wjaczesławiwna Matwijczuk (ukr. Олександра В’ячеславівна Матвійчук, ur. 8 października 1983 w Bojarce) – ukraińska działaczka na rzecz praw człowieka i prawniczka, aktywistka na rzecz reform demokratycznych, przewodnicząca Centrum Wolności Obywatelskich.

## Życiorys
W latach 2001–2007 Matwijczuk studiowała prawo na Kijowskim Uniwersytecie Narodowym im. Tarasa Szewczenki, gdzie następnie kontynuowała studia podyplomowe do 2010 roku.
Od 2012 roku jest członkinią Rady Doradczej przy Rzeczniku Praw Człowieka Rady Najwyższej Ukrainy.
W trakcie wydarzeń Euromajdanu na Plac Niepodległości w Kijowie koordynowała działalność inicjatywy Euromajdan SOS, mającej na celu pomoc prawną ofiarom Euromajdanu, a także zbieranie i analiza informacji w celu ochrony protestujących. W latach 2014–2022 dokumentowała zbrodnie wojenne w Donbasie. W 2014, podczas spotkania z ówczesnym wiceprezydentem Stanów Zjednoczonych, Joem Bidenem, apelowała o dostarczenie broni dla Ukrainy.
W latach 2017–2018 odbywała praktyki na Uniwersytecie Stanforda w ramach Ukrainian Emerging Leaders Program.

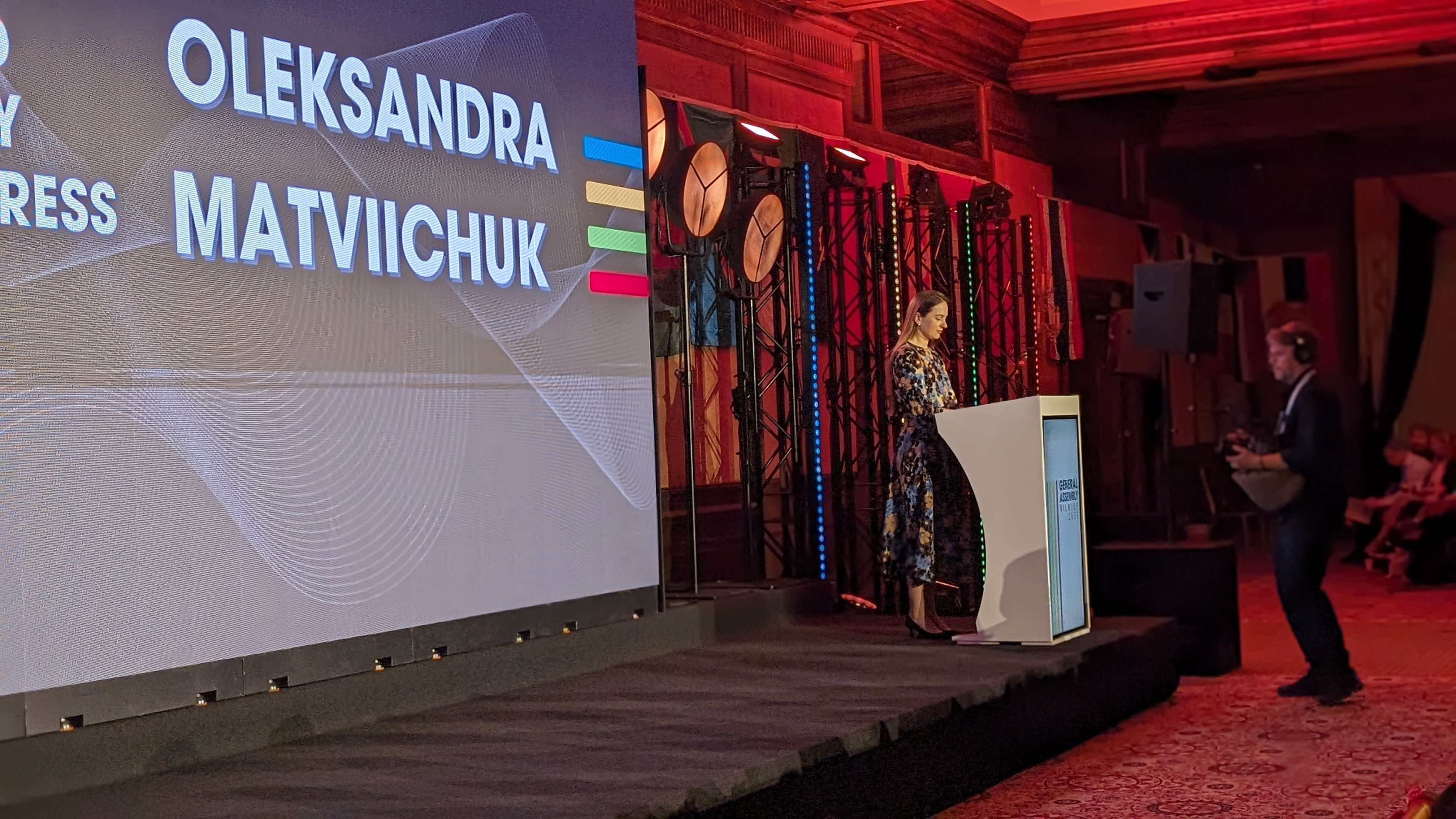

Po inwazji Rosji na Ukrainę, ze względu na dużą liczbę przypadków zbrodni wojennych i łamania praw człowieka, wnioskowała o utworzenie specjalnego, międzynarodowego „sądu hybrydowego”, mającego za celu ich badanie.

## Nagrody i wyróżnienia
- 2022: Right Livelihood Award[8]
- 2021: kandydatka do Komitetu przeciw Torturom przy ONZ[1]
- 2017: „Ukraine’s Woman of Courage”, przyznawaną przez Ambasadę Stanów Zjednoczonych w Kijowie[9]
- 2016: Democracy Defender Award, przyznawaną przez OBWE[10]
- 2007: Nagroda im. Wasyla Stusa[11]